# 舒亞河 (卡累利阿共和國)
舒亞河是俄羅斯的河流，由卡累利阿共和國負責管轄，河道全長194公里，流域面積10,100平方公里，河水主要來自融雪、雨水和地下水，最終注入奧涅加湖，每年十一月至翌年五月結冰。